# Indie na Zimowych Igrzyskach Olimpijskich 2014
Indie na Zimowych Igrzyskach Olimpijskich 2014 – grupa sportowców składająca się z trzech mężczyzn, którzy wystąpili na zimowych igrzyskach olimpijskich w Soczi w dniach 7–23 lutego 2014 roku. Zawodnicy ci początkowo nie reprezentowali swojego kraju, lecz występowali jako Niezależni Sportowcy Olimpijscy. Powodem ich startu jako niezależnych olimpijczyków było zawieszenie Indyjskiego Komitetu Olimpijskiego przez Międzynarodowy Komitet Olimpijski. 11 lutego MKOl przywrócił jednak Indiom możliwość udziału w igrzyskach i sportowcy z tego kraju wystąpili ostatecznie pod flagą narodową.
Najstarszym indyjskim olimpijczykiem na igrzyskach w Soczi był saneczkarz Shiva Keshavan, który w dniu rozpoczęcia rywalizacji miał trzydzieści trzy lata i sto sześćdziesiąt sześć dni, zaś najmłodszym był alpejczyk Himanshu Thakur (dwadzieścia lat i dwadzieścia dziewięć dni). Stawkę uzupełniał biegacz narciarski Nadeem Iqbal, który w dniu rozpoczęcia igrzysk miał trzydzieści jeden lat i trzysta dziesięć dni. Dla Thakura i Iqbala był to debiut na igrzyskach olimpijskich, natomiast dla Keshavana był to piąty start na igrzyskach.

## Tło startu
W grudniu 2013 Indyjski Komitet Olimpijski został zawieszony przez Międzynarodowy Komitet Olimpijski z powodu wyboru na stanowisko sekretarza generalnego Lalita Bhanota. Dopuścił się on korupcji podczas Igrzysk Wspólnoty Narodów w 2010 roku, które odbywały się w Delhi. Spędził ponad 10 miesięcy w więzieniu. Ponowne wybory na nowego sekretarza zaplanowane zostały na 9 lutego – dwa dni po rozpoczęciu igrzysk. Nie przekonało to jednak MKOl-u, dla którego nowe wybory musiałyby się odbyć przed rozpoczęciem zmagań. W związku z tym MKOl uznał, że w takiej sytuacji Indie nie mogą wziąć udziału w igrzyskach olimpijskich, zgodził się jednak, aby indyjscy sportowcy wzięli w nich udział jako Niezależni Sportowcy Olimpijscy występujący pod flagą olimpijską. Na uroczystości rozpoczęcia igrzysk sportowcy indyjscy wystąpili w związku z tym pod flagą olimpijską, również Shiva Keshavan w rywalizacji saneczkarzy wystąpił pod flagą olimpijską. Po przeprowadzeniu wyborów sekretarza generalnego Indyjskiego Komitetu Olimpijskiego, MKOl 11 lutego przywrócił Indiom prawo występowania w igrzyskach olimpijskich pod flagą Indii.

## Skład reprezentacji

### Narciarstwo alpejskie
| Zawodnik        | Konkurencja            | 1. zjazd | 1. zjazd | 2. zjazd | 2. zjazd | Łącznie | Łącznie |
| Zawodnik        | Konkurencja            | Czas     | Miejsce  | Czas     | Miejsce  | Czas    | Miejsce |
| --------------- | ---------------------- | -------- | -------- | -------- | -------- | ------- | ------- |
| Himanshu Thakur | Slalom gigant mężczyzn | 1:47.86  | 71.      | 1:49.69  | 72.      | 3:37.55 | 72.     |

## Biegi narciarskie
| Zawodnik     | Konkurencja                      | Czas    | Miejsce |
| ------------ | -------------------------------- | ------- | ------- |
| Nadeem Iqbal | 15 km stylem klasycznym mężczyzn | 55:12,5 | 85.     |

## Saneczkarstwo
| Zawodnik       | Konkurencja      | 1. ślizg | 1. ślizg | 2. ślizg | 2. ślizg | 3. ślizg | 3. ślizg | 4. ślizg | 4. ślizg | Łącznie  | Łącznie |
| Zawodnik       | Konkurencja      | Czas     | Miejsce  | Czas     | Miejsce  | Czas     | Miejsce  | Czas     | Miejsce  | Czas     | Miejsce |
| -------------- | ---------------- | -------- | -------- | -------- | -------- | -------- | -------- | -------- | -------- | -------- | ------- |
| Shiva Keshavan | Jedynki mężczyzn | 53,905   | 36       | 55,203   | 38       | 54,706   | 37       | 53,335   | 37       | 3:37,149 | 37      |

Shiva Keshavan do czasu zakończenia rywalizacji saneczkarzy występował pod flagą olimpijską jako Niezależny Uczestnik Olimpijski (IOP).